# Münire Sultan (dcera Abdulmecida I.)
Münire Sultan (9. prosince 1844 – 29. června 1862) byla osmanská princezna, dcera sultána Abdülmecida I. a jeho ženy Verdicenan Kadınefendi.

## Biografie
Dne 31. července 1857 byla do Istanbulu doručena zpráva, že princ Damat Ibrahim al-Hami Paşa byl povýšen na vysokou funkci v říši a že žádá o ruku sultánky Münire. Sultán tuto žádost přijal a dne 10. června 1858 se konala svatba. Princ Ibrahim zemřel v roce 1860 na lodi při útoku na Bospor, nedaleko paláce Bebek a Münire ovdověla. V roce 1861 ji znovu provdali za jednoho z pašů. Ona sama zemřela v roce 1862 v osmnácti letech a je pohřbena v mešitě Fatih v Istanbulu.